# Magna Carta Cartel
Magna Carta Cartel (MCC) est un groupe de rock alternatif suédois, formé en 2006 à Linköping.

## Histoire
Le groupe sorti son premier EP, Valiant Visions Dawn, en 2008 , puis son premier album Goodmorning Restrained à l'automne 2009.
En mars 2017, Martin Persner annonce qu'il faisait partie du groupe Ghost (dont le principal compositeur était Tobias Forge, un ancien membre de Magna Carta Cartel) sous le nom « Omega », et qu'il allait désormais relancer son ancien groupe, Magna Carta Cartel. En 2017, le groupe fait son come-back avec l'EP The Demon King.
En septembre 2018, ils sortent le single The Sun & The Rain,.
Leur deuxième album studio, The Dying Option, est sorti le 10 juin 2022,. La chanteuse suédoise Karolina Engdahl est créditée sur le morceau final The Dying Option, et Tobias Forge est co-auteur des morceaux Savantgarde et Valkyria.
En 2023, le groupe sort son single Blue Hour Gate.

## Style musical
Le groupe décrit sa musique comme du « rock magique », et appelle ses fans les dreamers (rêveurs).

## Membres
Membres actuels
- Martin Persner – chant, guitare
- Pär Glendor – guitare, clavier
- Arvid Persner – batterie, guitare
- Niels Nielsen – guitare, clavier

Anciens membres
- Simon Söderberg – guitare, chant
- Tobias Forge – guitare, basse[11],[12]